# Giannīs Papadopoulos
Giannīs Papadopoulos (in greco: Γιάννης Παπαδόπουλος; Salonicco, 9 marzo 1989) è un ex calciatore greco, di ruolo centrocampista.

## Palmarès

### Club

#### Competizioni nazionali
- Campionato greco: 2

Olympiakos: 2008-2009, 2010-2011
- Coppa di Grecia: 1

Olympiakos: 2008-2009